# Colonia del Fiume Orange
La Colonia del Fiume Orange è stata una colonia della corona britannica istituita nel 1902 e soppressa nel 1910, quando è confluita nell'Unione Sudafricana, costituendo la provincia dello Stato Libero dell'Orange, divenuta poi Free State dal 1994.